# Copa grega de futbol
La Copa grega de futbol (grec: Κύπελλο Ελλάδος Ποδοσφαίρου) és la segona competició futbolística del país. Es disputa des de l'any 1931 en format d'eliminatòries. És organitzada per la Federació Grega de Futbol.

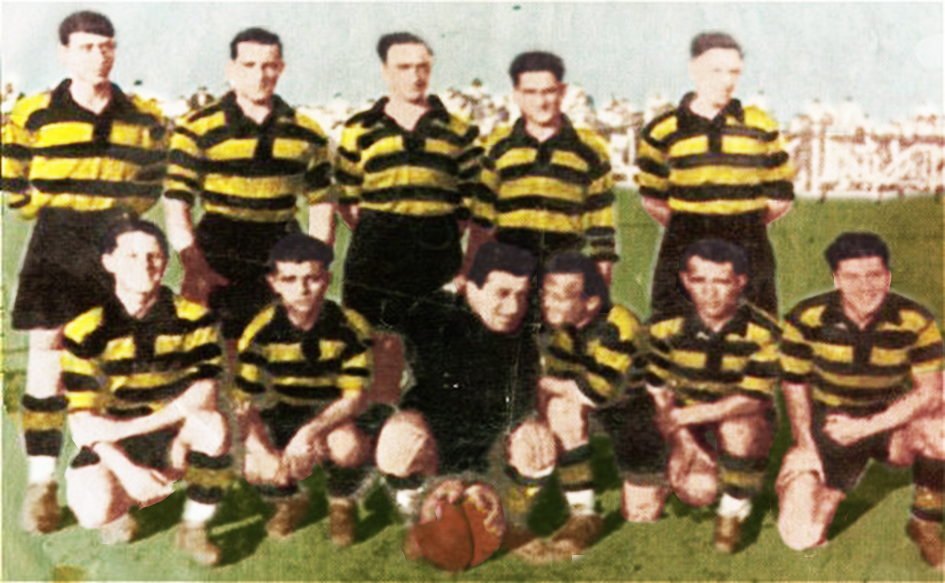
AEK Atenes campió de copa el 1932.

La primera edició de la competició se celebrà el 1931. De totes les edicions disputades només en una, la 1961–62, no es coronà campió. El partit va ser aturat per foscor a la pròrroga (0-0). Davant els incidents entre els jugadors dels dos equips i a la grada, els excessos retards i la sospita que tot plegat era intencionat perquè el partit es repetís i que els equips obtinguessin més beneficis, el consistori del GGA va decidir sancionar la Federació amb una amonestació i va prohibir la repetició del partit com a càstig per als dos equips.
Fins a l'any 1964, si el marcador final era d'empat (inclosa la pròrroga), els dos equips jugaven un partit de repetició. Aquell any, a la semifinal entre el Panathinaikos i l'Olympiacos (1–1 en aquell moment), els aficionats d'ambdós equips van assaltar el terreny de joc, van danyar el camp de futbol i pràcticament van aturar el partit, creient que s'havia arreglat per acabar en un empat, per tal de tornar a jugar per motius econòmics. Els dos equips van ser expulsats de la competició i, per tant, l'any 1964 l'AEK va guanyar el títol però no es va celebrar el partit final. L'AEK també va guanyar de manera similar el 1966 quan l'Olympiacos no es va presentar a la final.
L'any 1965 es va aplicar una nova regla, per determinar que, si el joc estava empatat fins i tot després de la pròrroga, el guanyador seria determinat mitjançant el llançament d'una moneda. El Panathinaikos va guanyar així a la final de 1969 contra l'Olympiacos. Posteriorment s'aplicà la regla del llançament de penals per decidir el campió.
Fins a l'any 1971 havien participat a la copa equips d'arreu del país, professionals i aficionats. Des d'aquest any només hi poden participar equips de divisions professionals, mentre que els clubs amateurs participen a la Copa Amateur. El 1991 i el 1992 les finals es van disputar a doble partit.

## Historial
Font:
| Any       | Campió                                                                  | Resultat                                                                | Finalista                                                               |
| --------- | ----------------------------------------------------------------------- | ----------------------------------------------------------------------- | ----------------------------------------------------------------------- |
| 1931-32   | AEK Atenes FC (1)                                                       | 5-3                                                                     | Aris Salònica FC                                                        |
| 1932-33   | Ethnikos OFP (1)                                                        | 2-2, 2-1 (rep.)                                                         | Aris Salònica FC                                                        |
| 1933-1938 | no es disputà                                                           | no es disputà                                                           | no es disputà                                                           |
| 1938-39   | AEK Atenes FC (2)                                                       | 2-1                                                                     | PAOK Salònica FC                                                        |
| 1939-40   | Panathinaikos FC (1)                                                    | 3-1                                                                     | Aris Salònica FC                                                        |
| 1940-41   | competició abandonada                                                   | competició abandonada                                                   | competició abandonada                                                   |
| 1941-1946 | no es disputà                                                           | no es disputà                                                           | no es disputà                                                           |
| 1946-47   | Olympiakos FC (1)                                                       | 5-0                                                                     | Iraklis Salònica FC                                                     |
| 1947-48   | Panathinaikos FC (2)                                                    | 2-1                                                                     | AEK Atenes FC                                                           |
| 1948-49   | AEK Atenes FC (3)                                                       | 0-0, 2-1 (rep.) (prò.)                                                  | Panathinaikos FC                                                        |
| 1949-50   | AEK Atenes FC (4)                                                       | 4-0                                                                     | Aris Salònica FC                                                        |
| 1950-51   | Olympiakos FC (2)                                                       | 4-0                                                                     | PAOK Salònica FC                                                        |
| 1951-52   | Olympiakos FC (3)                                                       | 2-2, 2-0 (rep.)                                                         | Panionios GSS                                                           |
| 1952-53   | Olympiakos FC (4)                                                       | 3-2                                                                     | AEK Atenes FC                                                           |
| 1953-54   | Olympiakos FC (5)                                                       | 2-0                                                                     | AS Doxa Drámas                                                          |
| 1954-55   | Panathinaikos FC (3)                                                    | 2-0                                                                     | PAOK Salònica FC                                                        |
| 1955-56   | AEK Atenes FC (5)                                                       | 2-1                                                                     | Olympiakos FC                                                           |
| 1956-57   | Olympiakos FC (6)                                                       | 2-0                                                                     | Iraklis Salònica FC                                                     |
| 1957-58   | Olympiakos FC (7)                                                       | 5-1                                                                     | AS Doxa Drámas                                                          |
| 1958-59   | Olympiakos FC (8)                                                       | 2-1                                                                     | AS Doxa Drámas                                                          |
| 1959-60   | Olympiakos FC (9)                                                       | 1-1, 3-0 (rep.)                                                         | Panathinaikos FC                                                        |
| 1960-61   | Olympiakos FC (10)                                                      | 3-0                                                                     | Panionios GSS                                                           |
| 1961-62   | 0-0 (rep.) i s'abandonà la final entre Olympiakos FC i Panathinaikos FC | 0-0 (rep.) i s'abandonà la final entre Olympiakos FC i Panathinaikos FC | 0-0 (rep.) i s'abandonà la final entre Olympiakos FC i Panathinaikos FC |
| 1962-63   | Olympiakos FC (11)                                                      | 3-0                                                                     | Pierikos AO Katerini                                                    |
| 1963-64   | AEK Atenes FC (6)                                                       | la segona semifinal s'abandonà                                          | la segona semifinal s'abandonà                                          |
| 1964-65   | Olympiakos FC (12)                                                      | 1-0                                                                     | Panathinaikos FC                                                        |
| 1965-66   | AEK Atenes FC (7)                                                       | n/a                                                                     | Olympiakos FC                                                           |
| 1966-67   | Panathinaikos FC (4)                                                    | 1-0                                                                     | Panionios GSS                                                           |
| 1967-68   | Olympiakos FC (13)                                                      | 1-0                                                                     | Panathinaikos FC                                                        |
| 1968-69   | Panathinaikos FC (5)                                                    | 1-1 per sorteig                                                         | Olympiakos FC                                                           |
| 1969-70   | Aris Salònica FC (1)                                                    | 1-0                                                                     | PAOK Salònica FC                                                        |
| 1970-71   | Olympiakos FC (14)                                                      | 3-1                                                                     | PAOK Salònica FC                                                        |
| 1971-72   | PAOK Salònica FC (1)                                                    | 2-1                                                                     | Panathinaikos FC                                                        |
| 1972-73   | Olympiakos FC (15)                                                      | 1-0                                                                     | PAOK Salònica FC                                                        |
| 1973-74   | PAOK Salònica FC (2)                                                    | 2-2 (prò.) (4-3 p)                                                      | Olympiakos FC                                                           |
| 1974-75   | Olympiakos FC (16)                                                      | 1-0                                                                     | Panathinaikos FC                                                        |
| 1975-76   | Iraklis Salònica FC (1)                                                 | 4-4 (prò.) (6-5 p)                                                      | Olympiakos FC                                                           |
| 1976-77   | Panathinaikos FC (6)                                                    | 2-1                                                                     | PAOK Salònica FC                                                        |
| 1977-78   | AEK Atenes FC (8)                                                       | 2-0                                                                     | PAOK Salònica FC                                                        |
| 1978-79   | Panionios GSS (1)                                                       | 3-1                                                                     | AEK Atenes FC                                                           |
| 1979-80   | AGS Kastoria (1)                                                        | 5-2                                                                     | Iraklis Salònica FC                                                     |
| 1980-81   | Olympiakos FC (17)                                                      | 3-1                                                                     | PAOK Salònica FC                                                        |
| 1981-82   | Panathinaikos FC (7)                                                    | 1-0                                                                     | AE Larisa                                                               |
| 1982-83   | AEK Atenes FC (9)                                                       | 2-0                                                                     | PAOK Salònica FC                                                        |
| 1983-84   | Panathinaikos FC (8)                                                    | 2-0                                                                     | AE Larisa                                                               |
| 1984-85   | AE Larisa (1)                                                           | 4-1                                                                     | PAOK Salònica FC                                                        |
| 1985-86   | Panathinaikos FC (9)                                                    | 4-0                                                                     | Olympiakos FC                                                           |
| 1986-87   | OFI Creta (1)                                                           | 1-1 (prò.) (3-1 p)                                                      | Iraklis Salònica FC                                                     |
| 1987-88   | Panathinaikos FC (10)                                                   | 2-2 (prò.) (4-3 p)                                                      | Olympiakos FC                                                           |
| 1988-89   | Panathinaikos FC (11)                                                   | 3-1                                                                     | Panionios GSS                                                           |
| 1989-90   | Olympiakos FC (18)                                                      | 4-2                                                                     | OFI Creta                                                               |
| 1990-91   | Panathinaikos FC (12)                                                   | 3-0, 2-1                                                                | AS Athinaikos                                                           |
| 1991-92   | Olympiakos FC (19)                                                      | 1-1, 2-0                                                                | PAOK Salònica FC                                                        |
| 1992-93   | Panathinaikos FC (13)                                                   | 1-0                                                                     | Olympiakos FC                                                           |
| 1993-94   | Panathinaikos FC (14)                                                   | 3-3 (prò.) (4-2 p)                                                      | AEK Atenes FC                                                           |
| 1994-95   | Panathinaikos FC (15)                                                   | 1-0 (prò.)                                                              | AEK Atenes FC                                                           |
| 1995-96   | AEK Atenes FC (10)                                                      | 7-1                                                                     | AS Apollon Athinai                                                      |
| 1996-97   | AEK Atenes FC (11)                                                      | 0-0 (prò.) (5-3 p)                                                      | Panathinaikos FC                                                        |
| 1997-98   | Panionios GSS (2)                                                       | 1-0                                                                     | Panathinaikos FC                                                        |
| 1998-99   | Olympiakos FC (20)                                                      | 2-0                                                                     | Panathinaikos FC                                                        |
| 1999-00   | AEK Atenes FC (12)                                                      | 2-0                                                                     | PO Ionikos Níkaia                                                       |
| 2000-01   | PAOK Salònica FC (3)                                                    | 4-2                                                                     | Olympiakos FC                                                           |
| 2001-02   | AEK Atenes FC (13)                                                      | 2-1                                                                     | Olympiakos FC                                                           |
| 2002-03   | PAOK Salònica FC (4)                                                    | 1-0                                                                     | Aris Salònica FC                                                        |
| 2003-04   | Panathinaikos FC (16)                                                   | 3-1                                                                     | Olympiakos FC                                                           |
| 2004-05   | Olympiakos FC (21)                                                      | 3-0                                                                     | Aris Salònica FC                                                        |
| 2005-06   | Olympiakos FC (22)                                                      | 3-0                                                                     | AEK Atenes FC                                                           |
| 2006-07   | AE Larisa (2)                                                           | 2-1                                                                     | Panathinaikos FC                                                        |
| 2007-08   | Olympiakos FC (23)                                                      | 2–0                                                                     | Aris Salònica FC                                                        |
| 2008-09   | Olympiakos FC (24)                                                      | 4-4 (prò.) (15-14 p)                                                    | AEK Atenes FC                                                           |
| 2009-10   | Panathinaikos FC (17)                                                   | 1-0                                                                     | Aris Salònica FC                                                        |
| 2010-11   | AEK Atenes FC (14)                                                      | 3-0                                                                     | Atromitos FC                                                            |
| 2011-12   | Olympiakos FC (25)                                                      | 2–1 (prò.)                                                              | Atromitos FC                                                            |
| 2012-13   | Olympiakos FC (26)                                                      | 3–1 (prò.)                                                              | Asteras Trípoli FC                                                      |
| 2013-14   | Panathinaikos FC (18)                                                   | 4-1                                                                     | PAOK Salònica FC                                                        |
| 2014-15   | Olympiakos FC (27)                                                      | 3–1                                                                     | Xanthi FC                                                               |
| 2015-16   | AEK Atenes FC (15)                                                      | 2-1                                                                     | Olympiakos FC                                                           |
| 2016-17   | PAOK Salònica FC (5)                                                    | 2-1                                                                     | AEK Atenes FC                                                           |
| 2017-18   | PAOK Salònica FC (6)                                                    | 2-0                                                                     | AEK Atenes FC                                                           |
| 2018-19   | PAOK Salònica FC (7)                                                    | 1-0                                                                     | AEK Atenes FC                                                           |
| 2019-20   | Olympiakos FC (28)                                                      | 1-0                                                                     | AEK Atenes FC                                                           |
| 2020–21   | PAOK Salònica FC (8)                                                    | 2–1                                                                     | Olympiakos FC                                                           |
| 2021–22   | Panathinaikos FC (19)                                                   | 1–0                                                                     | PAOK Salònica FC                                                        |
| 2022–23   | AEK Atenes FC (16)                                                      | 2–0                                                                     | PAOK Salònica FC                                                        |
| 2023–24   | Panathinaikos FC (20)                                                   | 1–0                                                                     | Aris Salònica FC                                                        |
| 202–25    | Olympiakos FC (29)                                                      | 2–0                                                                     | OFI Creta                                                               |